# 大渤海

大渤海

大渤海（だいぼっかい）は、渤海の滅亡後に渤海人が建国した王朝。大元（だいげん）とも称す。

## 歴史

### 背景
興遼国滅亡後、渤海遺民は独自の政権を失ったが、東アジアで強大な勢力を誇った契丹族の衰退に従い、女真族と共に渤海人の活動が活発になった。
1115年、女真完顔部の阿骨打が金を建てた。完顔部の祖先は渤海王の大氏であると称し、また「女真と渤海は一家」を公言するなど、文化的に未熟だった女真の新政権は、中原文化に通じていた渤海出身の人材を積極的に採用した。

### 建国から滅亡まで
1116年1月、渤海貴族の子孫で遼の捧供官であった高永昌が遼の東京留守蕭保先を攻撃し、東京城（遼陽）で大元国を建国した。契丹は討伐軍を派遣して東京奪回を試みるが、高永昌は遼軍を撃退した。その後、遼陽にて国号を大元国から「大渤海国」に改め、皇帝を称し年号を「隆基」元年とした。
同年5月、金による遼陽攻撃に敗北した高永昌は金軍により殺害され、大渤海は滅亡した。

### その後の渤海人
1125年、金は遼（契丹）を滅ぼした。 金では渤海人貴族は引き続き貴族として扱われ、大臣や皇后を輩出している。また歴代渤海人王朝の中心地だった遼陽では、渤海人による仏教信仰が継続していた。金の第4代皇帝海陵王の母・大氏は渤海王家の末裔、第5代皇帝世宗の母・李氏は渤海貴族の末裔であり、他にも宗室完顔氏とつながりのある渤海人が存在し、密接な関係を有していた。